# Tro Bro Léon 2021
De 38e editie van de Franse wielerwedstrijd Tro Bro Léon werd gehouden op 16 mei 2021. De start en finish waren in Lannilis. Er stonden 138 renners aan de start waarvan 86 de finish wisten te bereiken. De wedstrijd maakte deel uit van de UCI ProSeries 2021 in de categorie 1.Pro en de Coupe de France. In 2019 won de Italiaan Andrea Vendrame. Dit jaar won de Brit Connor Swift.

## Deelnemende ploegen
| WorldTour                          | ProContinentaal           | Continentaal                    |
| ---------------------------------- | ------------------------- | ------------------------------- |
| AG2R-Citroën                       | Alpecin-Fenix             | BEAT Cycling                    |
| Cofidis                            | B&B Hotels p/b KTM        | Riwal Cycling Team              |
| EF Education-Nippo                 | Bingoal Pauwels Sauces WB | St Michel-Auber 93              |
| Groupama-FDJ                       | Burgos-BH                 | Xelliss-Roubaix Lille Métropole |
| Intermarché-Wanty-Gobert Matériaux | DELKO                     |                                 |
| Lotto Soudal                       | Equipo Kern Pharma        |                                 |
|                                    | Euskaltel-Euskadi         |                                 |
|                                    | Rally Cycling             |                                 |
|                                    | Team Arkéa Samsic         |                                 |
|                                    | Team Total Direct Energie |                                 |
|                                    | Uno-X Pro Cycling Team    |                                 |

## Uitslag
| Plaats  | Naam                | Ploeg                              | tijd     |
| ------- | ------------------- | ---------------------------------- | -------- |
| Winnaar | Connor Swift        | Team Arkéa Samsic                  | 5u18'38" |
| 2       | Piet Allegaert      | Cofidis                            | z.t.     |
| 3       | Baptiste Planckaert | Intermarché-Wanty-Gobert Matériaux | z.t.     |
| 4       | Olivier Le Gac      | Groupama-FDJ                       | z.t.     |
| 5       | Rasmus Tiller       | Uno-X Pro Cycling Team             | z.t.     |
| 6       | John Degenkolb      | Lotto Soudal                       | + 26"    |
| 7       | Oliver Naesen       | AG2R-Citroën                       | z.t.     |
| 8       | Bram Welten         | Team Arkéa Samsic                  | z.t.     |
| 9       | Christophe Laporte  | Cofidis                            | z.t.     |
| 10      | Kevin Geniets       | Groupama-FDJ                       | z.t.     |

1984 · 1985 · 1986 · 1987 · 1988 · 1989 · 1990 · 1991 · 1992 · 1993 · 1994 · 1995 · 1996 · 1997 · 1998 · 1999 · 2000 · 2001 · 2002 · 2003 · 2004 · 2005 · 2006 · 2007 · 2008 · 2009 · 2010 · 2011 · 2012 · 2013 · 2014 · 2015 · 2016 · 2017 · 2018 · 2019 · 2020 · 2021 · 2022 · 2023 · 2024